# Lithobius gomerae
Lithobius gomerae är en mångfotingart som beskrevs av J.R. Eason 1985. Lithobius gomerae ingår i släktet Lithobius och familjen stenkrypare. Inga underarter finns listade i Catalogue of Life.